# Rúben Micael
Rúben Micael Freitas da Ressureição (Câmara de Lobos, Madeira, Portugal, 19 de agosto de 1986) es un exfutbolista portugués que jugaba de mediocampista.

## Trayectoria
Jugó con el F. C. Porto el 24 de enero de 2010 contra el G. D. Estoril.
Fichó por el Atlético de Madrid el 18 de agosto de 2011 junto a su compañero de equipo Radamel Falcao, por 5 millones de euros. Inmediatamente fue cedido al Real Zaragoza, entonces equipo de la Primera División. Algunas fuentes informaron de que los derechos del jugador podrían pertenecer a un fondo de inversión del también portugués Jorge Mendes y no al Atlético de Madrid.
El 26 de julio de 2012 el Sporting Clube de Braga hizo pública la incorporación del jugador como cedido con opción de compra.

## Clubes
| Club                     | País     | Año       | Partidos (goles) |
| ------------------------ | -------- | --------- | ---------------- |
| União Madeira            | Portugal | 2003-2008 | 99 (6)           |
| C. D. Nacional           | Portugal | 2008-2009 | 57 (14)          |
| F. C. Porto              | Portugal | 2009-2011 | 56 (6)           |
| Real Zaragoza            | España   | 2011-2012 | 33 (0)           |
| S. C. Braga              | Portugal | 2012-2015 | 86 (15)          |
| Shijiazhuang Ever Bright | China    | 2015-2017 | 38 (4)           |
| Maccabi Tel Aviv F. C.   | Israel   | 2017      | 19 (1)           |
| F. C. Paços de Ferreira  | Portugal | 2018      | 13 (1)           |
| Vitória Setúbal          | Portugal | 2018-2019 | 30 (0)           |
| C. D. Nacional           | Portugal | 2019-2021 | 54 (1)           |

## Palmarés

### Títulos nacionales
| Título                      | Club        | País     | Año  |
| --------------------------- | ----------- | -------- | ---- |
| Copa de Portugal            | F. C. Porto | Portugal | 2010 |
| Supercopa de Portugal       | F. C. Porto | Portugal | 2010 |
| Primeira Liga               | F. C. Porto | Portugal | 2011 |
| Copa de Portugal            | F. C. Porto | Portugal | 2011 |
| Supercopa de Portugal       | F. C. Porto | Portugal | 2011 |
| Primeira Liga               | F. C. Porto | Portugal | 2012 |
| Copa de la Liga de Portugal | S. C. Braga | Portugal | 2013 |

### Títulos internacionales
| Título                 | Club        | Sede   | Año  |
| ---------------------- | ----------- | ------ | ---- |
| Liga Europa de la UEFA | F. C. Porto | Dublín | 2011 |